# Ацара
Аца̀ра (на италиански и на сардински: Atzara) е село и община в Южна Италия, провинция Нуоро, автономен регион и остров Сардиния. Разположено е на 553 m надморска височина. Населението на общината е 1224 души (към 2010 г.).